# Zürcher Wappenrolle

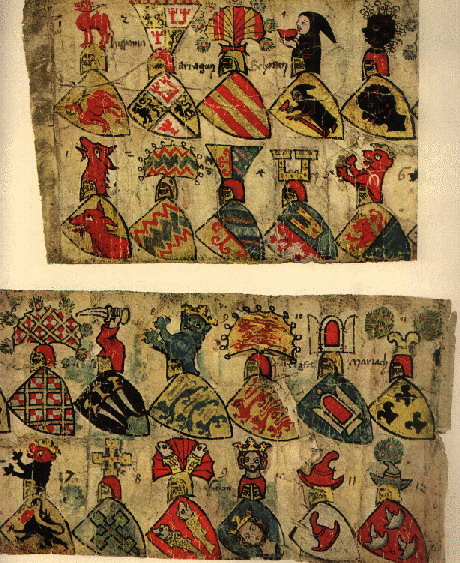
Pergamentstreifen I Rückseite

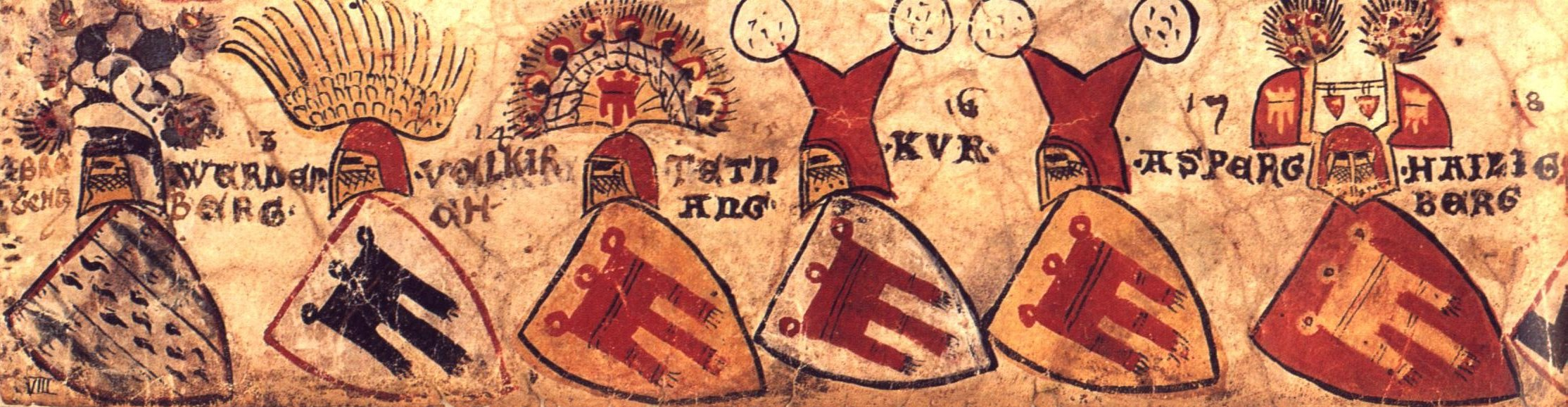
Wappen verschiedener Linien der Tübinger Pfalzgrafen

Die Zürcher Wappenrolle wurde um 1335/1345 von einem unbekannten Chronisten als Wappenverzeichnis in Form einer langen Pergamentrolle angefertigt.

## Entstehungsgeschichte
Auch wenn Auftraggeber und Ursprung nicht gesichert sind, werden St. Gallen, Konstanz oder Pfäfers als mögliche Entstehungsorte vermutet. Der Zürcher Naturforscher und Historiker Johann Jakob Scheuchzer (1672–1733) war der erste namentlich bekannte Besitzer der Wappenrolle. Sein Neffe Johannes Scheuchzer (1738–1815) vermachte sie der Bürgerbibliothek (Stadtbibliothek) in Zürich, wo sie seit 1771 nachweisbar ist. Der Heraldiker Heinrich Runge beteiligte sich im Jahr 1860 an der Faksimile-Publikation durch die Antiquarische Gesellschaft in Zürich.

## Inhalt
Die Zürcher Wappenrolle gilt als die wichtigste und ist vermutlich die älteste erhaltene Wappensammlung des hohen und niederen Adels im mittelalterlichen Heiligen Römischen Reich. Die dargestellten Wappen stammen mehrheitlich aus der Deutschschweiz, aus der Umgebung des Bodensees, aus dem Elsass und aus Baden. Unter den abgebildeten Wappen sind die Linien der Tübinger Pfalzgrafen, Bistümer und Adelsgeschlechter sowie auch heute noch in Deutschland, Österreich und der Schweiz verwendete Gemeindewappen.
Von den einst vier aneinander genähten Pergamentstreifen von 12,5 Zentimetern Höhe und insgesamt rund vier Metern Länge sind drei mit 559 Wappen und 28 Bannern von Bistümern erhalten geblieben. Die 108 Originalwappen des verlorenen Streifens sind in Kopien überliefert.

## Verbleib
Heute ist die Zürcher Wappenrolle als Leihgabe der Stadtbibliothek im Schweizerischen Landesmuseum in Zürich zu sehen. Eine vom Maler Hans Conrad Bernhauser (1698–1761) im Stil des 14. Jahrhunderts angefertigte Replik befindet sich in der Zentralbibliothek Zürich. Sie  enthält den verloren gegangenen Teil der Originalrolle mit weiteren 108 Wappen.

## Moderne Ausgaben der Zürcher Wappenrolle
- Antiquarische Gesellschaft in Zürich, Heinrich Runge (Hrsg.): Die Wappenrolle von Zürich. Ein heraldisches Denkmal des vierzehnten Jahrhunderts in getreuer farbiger Nachbildung des Originals mit den Wappen aus dem Hause zum Loch. Selbstverlag der Gesellschaft, Zürich 1860 [Digitalisat.]
- Walther Merz, Friedrich Hegi-Naef (Hrsg.). Die Wappenrolle von Zürich: Ein heraldisches Denkmal d. 14. Jahrhunderts. In getreuer farbiger Nachbildung des Originals mit den Wappen aus dem Hause zum Loch […][4], Orell Füssli, Zürich 1930 [Lithographische Reproduktion der gesamten Rolle, mit ausführlicher Einleitung; Digitalisat.]
- Michel Popoff (Hrsg.): Le role d'armes de Zurich, Editions du Léopard d'or, Paris 1986, ISBN 978-286377055-9 (= Documents d'heraldique medievale, 9). [Heraldische Edition, mit Reproduktion der Tafeln der älteren Ausgaben.]
- Steen Clemmensen (Hrsg.): Wappenrolle von Zürich, 2009, https://armorial.dk/german/Zurich%20WR.pdf. [Heraldische Edition.]